# (8192) Tonucci
(8192) Tonucci (1993 RB) – planetoida z pasa głównego asteroid okrążająca Słońce w ciągu 3,31 lat w średniej odległości 2,22 au. Odkryta 10 września 1993 roku.